# گردش (فیلم ۱۹۹۳)
گردش (به هندی: Gardish) فیلمی محصول سال ۱۹۹۳ و به کارگردانی پریادارشان است. در این فیلم بازیگرانی همچون جکی شروف، آمریش پوری، آیشواریا، فریده جلال، دیمپل کاپادیا، آسرانی، موکش ریشی، راج بابار، سورش اوبروی، شامی کاپور، آنو کاپور ایفای نقش کرده‌اند.